# Antoni Nojszewski
Antoni Nojszewski (ur. 8 czerwca 1844 w Górkach-Grubakach, zm. 11 września 1921 w Lublinie) – prezbiter, teolog, prepozyt kapituły lubelskiej, liturgista. Propagator abstynencji, za co był wielokrotnie nękany przez władze.

## Życiorys
Syn Franciszka i Elżbiety z Zima Komorowskich. Uczęszczał do szkoły elementarnej w Węgrowie, następnie do szkoły publicznej w Siedlcach. W 1861 wstąpił do Seminarium Duchownego w Janowie Podlaskim, skąd po 3 letnich studiach teologicznych został skierowany do Akademii Duchownej Warszawskiej (1865-1867). Święcenia kapłańskie przyjął 27 lipca 1867 po święceniach wysłany do Akademii Duchownej w Petersburgu, gdzie w 1869 uzyskał stopień magistra teologii.
Pracował jako wikariusz w Garwolinie (1869-1875), przy katedrze w Lublinie (1875-1876), następnie jako wicerektor, a od 1885 rektor  Seminarium Duchownego w Lublinie był wykładowcą łaciny, liturgiki i prawa kościelnego. Od 1877 przez 2 lata  wikariusz w Końskowoli, a od 1880 do 1892 w Krasnobrodzie. W 1891 został kanonikiem, w 1896 prałatem scholastykiem, a od 1911 prałatem archidiakonem kapituły lubelskiej.
Zwolniony 18 stycznia 1919 na własną prośbę z urzędu rektora Seminarium Duchownego przez biskupa Mariana Fulmana.
Autor książki Liturgia rzymska (1903).